# سگ‌هالوم
سگهالوم (به مجاری:  Szeghalom) یک منطقهٔ مسکونی در مجارستان است که در ناحیه سگ‌هالوم واقع شده‌است. سگهالوم ۲۱۷٫۱۳ کیلومتر مربع مساحت و ۹٬۴۶۵ نفر جمعیت دارد.

## خواهرخوانده
شهر تراساگیس خواهرخواندهٔ سگهالوم هست.